# Илије Настасе
Илије Настасе (рум. Ilie Năstase, 19. јул 1946) је бивши румунски тенисер. Вишеструки је победник гренд слем турнира у појединачној и у игри парова. Настасе је између 23. августа 1973. и 2. јуна 1974. био први на АТП листи. Један је од пет тенисера у историји који је успео да освоји више 100 АТП титула (57 у појединачној конкуренцији и 45 у игри парова). Освојио је седам гренд слем титула, две у појединачној конкуренцији, 3 у игри парова и 2 у игри мешовитих парова. Такође је четири пута победио на Тенис мастерс купу. Магазин Тенис га је 2005. године поставио на 28. место најбољих тенисера у периоду 1965–2005.

## Каријера
На почетку каријере 1966. Илије Настасе је путовао по свету и такмичио се са својим добрим пријатељем Јоном Циријаком. Њих двојица су се такмичили за Румунију у Дејвис купу, са којом су три пута били финалисти (1969, 1971, 1972).
Своју прву титулу у појединачној конкуренцији Настасе је освојио у Кану 16. априла 1967.
Настасе је 1970. године постао један од најбољих играча на свету а велики број тениских стручњака га је рангирао на шесто место иза Род Лејвера, Кена Роузвола, Џона Њукома, Тонија Роуча и Артура Еша. Настасеов високи пласман је био резултат његових победа у Риму и у Селисберију. Те године је са Циријаком је победио у игри парова на Ролан Гаросу.
Наредне године, Настасе је изгубио у финалу Ролан Гароса од Јана Кодеша. На крају сезоне освојио је свој први Тенис мастерс куп.
Године 1972. је постао другопласирани тенисер на свету, првенствено захваљујући победи на Ју-Ес опену. Овај турнир је био једини у сезони на ком су учествовали сви најбољи тенисери на свету. Два месеца раније на Вимблдону је поражен од Стена Смита у чувеном финалу у пет сетова. Иако је Смит победио Настасе је побрао симпатије публике. Исте године поражен је од Смита у финалу Дејвис купа које је одржано у Букурешту али му се зато реванширао на Тенис мастерс купу где је освојио своју другу узастопну титулу.
Током сезоне 1973. био је у изванредној форми јер је победио на 17 турнира, укључујући Ролан Гарос, такође је освојио и титулу у игри парова на Вимблдону а био је поново најбољи на Тенис мастерс купу, ту сезону је завршио на првом месту АТП листе. Те године је победио на седам од осам мечева у Дејвис купу а Ролан Гарос је освојио без изгубљеног сета. Такође је победио и у Риму, Квинсу, резултат који нико није поновио у опен ери.
У наредне две сезоне највећи успеси Илије Настасеа су финала Тенис мастерс купа, 1974. је поражен у финалу од Гиљерма Виласа док је 1975. победио у финалу Бјерна Борга.
У првој половини 1976. Настасе је освојио четири турнира, није се такмичио на Аустралијан опену, на Ролан Гаросу није играо због учествовања у такмичењу World TeamTennis. У другом делу сезоне поражен је од Борга у финалу Вимблдона и у полуфиналу Ју-Ес опена. Сезону је завршио на трећем месту АТП листе, иза Џимија Конорса и Бјерна Борга.
У сезони 1977. играо је четвртфинале Вимблдона и Ролан Гароса, сезону је завршио као девети на АТП листи. Током наредних година није остварио значајније резултате. Повукао се у октобру 1985. као 39-годишњак.

## Стил игре
Илије Настасе се сматра за једног од најталентованијих тенисера у историји, био је запажен како по свом тениском умећу тако и по забављању публике својим лудоријама и имитацијама. Чак је и током пресудних тренутака меча био у стању да направи неку лудорију, којом би забавио гледаоце. Због тога је добио надимак „букурештански лакрдијаш“. Настасе је без проблема играо и са основне линије као и сервис-волеј игру. Био је један од најбржих тенисера у то време а запамћен је и по одличним лоб ударцима и ретернима.

## Гренд слем финала

### Појединачно: 5 (2–3)
| Исход     | Година | Турнир       | Подлога | Противник у финалу | Резултат                     |
| --------- | ------ | ------------ | ------- | ------------------ | ---------------------------- |
| Финалиста | 1971.  | Ролан Гарос  | шљака   | Јан Кодеш          | 8–6, 6–2, 2–6, 7–5           |
| Финалиста | 1972.  | Вимблдон     | трава   | Стен Смит          | 4–6, 6–3, 6–3, 4–6, 7–5      |
| Победник  | 1972.  | Ју-Ес опен   | Трава   | Артур Еш           | 3–6, 6–3, 6–7(1:5), 6–4, 6–3 |
| Победник  | 1973.  | Ролан Гарос  | шљака   | Никола Пилић       | 6–3, 6–3, 6–0                |
| Финалиста | 1976.  | Вимблдон (2) | Трава   | Бјерн Борг         | 6–4, 6–2, 9–7                |

### Парови: 5 (3–2)
| Исход     | Година | Турнир      | Подлога | Партнер     | Противници у финалу         | Резултат                   |
| --------- | ------ | ----------- | ------- | ----------- | --------------------------- | -------------------------- |
| Финалиста | 1966.  | Ролан Гарос | шљака   | Јон Циријак | Кларк Гребнер Денис Ралстон | 6–3, 6–3, 6–0              |
| Победник  | 1970.  | Ролан Гарос | шљака   | Јон Циријак | Артур Еш Чарли Пасарел      | 6–2, 6–4, 6–3              |
| Финалиста | 1973.  | Ролан Гарос | шљака   | Џими Конорс | Џон Њуком Том Окер          | 6–1, 3–6, 6–3, 5–7, 6–4    |
| Победник  | 1973.  | Вимблдон    | Трава   | Џими Конорс | Џон Купер Нил Фрејзер       | 3–6, 6–3, 6–4, 8–9(3), 6–1 |
| Победник  | 1975.  | Ју-Ес опен  | Трава   | Џими Конорс | Том Окер Марти Рисен        | 6–4, 7–6                   |

### Мешовити парови: 3 (2–1)
| Исход     | Година | Турнир     | Подлога | Партнер        | Противници у финалу                | Резултат      |
| --------- | ------ | ---------- | ------- | -------------- | ---------------------------------- | ------------- |
| Победник  | 1970   | Вимблдон   | трава   | Розмери Касалс | Олга Морозова Александар Метревели | 6–3, 4–6, 9–7 |
| Победник  | 1972.  | Вимблдон   | трава   | Розмери Касалс | Ивон Гулагонг Коли Ким Ворвик      | 6–4, 6–4      |
| Финалиста | 1972.  | Ју-Ес опен | Трава   | Розмери Касалс | Маргарет Корт Марти Рисен          | 6–3, 7–5      |

## Тенис мастерс куп[4]

### Појединачно: 5 (4–1)
| Исход     | Година | Турнир    | Подлога         | Противник у финалу | Резултат                   |
| --------- | ------ | --------- | --------------- | ------------------ | -------------------------- |
| Победник  | 1971.  | Париз     | бетон (дворана) | Стен Смит          | 5–7, 7–6(4), 6–3           |
| Победник  | 1972.  | Барселона | бетон (дворана) | Стен Смит          | 6–3, 6–2, 3–6, 2–6, 6–3    |
| Победник  | 1973.  | Бостон    | тепих           | Том Окер           | 6–3, 7–5, 4–6, 6–3         |
| Финалиста | 1974.  | Мелбурн   | Трава           | Гиљермо Вилас      | 7–6(6), 6–2, 3–6, 3–6, 6–4 |
| Победник  | 1975.  | Стокхолм  | тепих           | Бјерн Борг         | 6–2, 6–2, 6–1              |